# 9905 Tiziano
Tiziano (asteróide 9905) é um asteróide da cintura principal, a 2,0946469 UA. Possui uma excentricidade de 0,1286907 e um período orbital de 1 361,46 dias (3,73 anos).
Tiziano tem uma velocidade orbital média de 19,209829 km/s e uma inclinação de 12,72214º.
Este asteróide foi descoberto em 24 de Setembro de 1960 por Cornelis van Houten, Ingrid van Houten-Groeneveld.